# The Manhattan Jazz Septette
The Manhattan Jazz Septette è un album discografico a nome della The Manhattan Jazz Septette, pubblicato dall'etichetta discografica Coral Records nel febbraio del 1957.

## Tracce
Lato A
1. King Porter Stomp – 2:48 (Jelly Roll Morton)
2. Never Never Land – 2:56 (Betty Comden, Adolph Green, Jule Styne)
3. Like Listen – 2:43 (Manny Albam)
4. Since When – 2:49 (Manny Albam)
5. Love of My Life – 2:20 (Johnny Mercer, Artie Shaw)
6. Rapid Transit – 2:31 (Manny Albam)

Durata totale: 16:07
Lato B
1. Flute Cocktail – 3:20 (Manny Albam)
2. At Bat for K.C. – 3:36 (Manny Albam)
3. Do You Know What It Means to Miss New Orleans – 3:11 (Eddie De Lange, Louis Alter)
4. My Shining Hour – 3:06 (Johnny Mercer, Harold Arlen)
5. Thou Svelt – 3:13 (Manny Albam)
6. There Will Never Be Another You – 2:10 (Mack Gordon, Harry Warren)

Durata totale: 18:36

## Musicisti
- Eddie Costa - pianoforte, vibrafono
- Barry Galbraith - chitarra
- Hal McKusick - sassofono alto
- Herbie Mann - flauto, sassofono tenore
- Urbie Green - trombone
- Oscar Pettiford - contrabbasso
- Osie Johnson - batteria
- Manny Albam - arrangiamenti[2]